# Osmerus mordax
 (juin 2023).
Si vous disposez d'ouvrages ou d'articles de référence ou si vous connaissez des sites web de qualité traitant du thème abordé ici, merci de compléter l'article en donnant les références utiles à sa vérifiabilité et en les liant à la section « Notes et références ».
Espèce
Statut de conservation UICN

 LC  : Préoccupation mineure
Osmerus mordax, l'Éperlan arc-en-ciel ou Éperlan d'Amérique, est une espèce de poissons anadromes, vivant en eaux salées, saumâtres ou douces et migrant en eaux douces pour se reproduire. Comme d'autres espèces anadromes (le gaspereau et le saumon de l'Atlantique), l'éperlan peut passer la totalité de son cycle de vie en eau douce, en vivant en lac et en se reproduisant dans les cours d'eau.
On le retrouve dans l'hémisphère nord, principalement dans les océans Atlantique et Pacifique. Lors de l'accouplement, qui se produit habituellement dans une période assez courte (trois semaines tout au plus, une semaine visiblement plus intense), au début du printemps, on peut le retrouver dans de nombreux lacs et rivières, tributaires directs de cours d'eau salée. Ce poisson peut vivre jusqu'à 6 ans et atteindre une longueur de 35 cm. On peut le rencontrer jusqu'à des profondeurs de plus de 400 m.
Les éperlans font partie de la famille des Osmeridae. L'Éperlan arc-en-ciel est un poisson au corps allongé et mince, de couleur argentée, vert pâle sur le dos et avec des reflets irisés sur les flancs. Sa longueur varie habituellement de 18 à 20 cm. Il possède une nageoire adipeuse et sa grande bouche est munie de dents bien développées.